# 하나의 선택
하나의 선택(L'assedio, Besieged)은 영국에서 제작된 베르나르도 베르톨루치 감독의 1998년 드라마 영화이다. 탠디 뉴튼 등이 주연으로 출연하였다.

## 출연

### 주연
- 탠디 뉴튼
- 데이빗 듈리스

### 조연
- 클라우디오 산타마리아

## 제작진
- 협력프로듀서: 클레어 페플로
- 배역: 루시 보울팅
- 배역: 파비올라 반지